# آنای آشفته
آنای آشفته (اسپانیایی: Caótica Ana‎) یک فیلم درام و کمدی به کارگردانی خولیو مدم است که در سال ۲۰۰۶ منتشر شد.
هنرمند نوجوان «آنا» توسط پدر آلمانی‌اش «کلاوس» در یک غار بزرگ شده‌است. یک روز او با زنی به نام «جاستین» که او را دعوت می‌کند به مادرید سفر کند آشنا می‌شود. زن به او پیشنهاد پشتیبانی مالی و تحصیل را در مرکز هنر خود به «آنا» می‌دهد و…

## بازیگران
- ببه[۱]
- شارلوت رمپلینگ[۱]
- ماتیاس هابیش[۱]
- مانوئلا به‌یس[۱]
- نیکولا کزله[۱]
- لوئیس امار[۱]
- گریت گراهام[۲]
- رائول پنیا[۲]